# John Anderson (żeglarz)
 John Edward Anderson (ur. 24 lipca 1939 w Sydney) – australijski żeglarz sportowy. Złoty medalista olimpijski z Monachium.
Zawody w 1972 były jego pierwszymi igrzyskami olimpijskimi - zwyciężył w klasie Star. Partnerował mu David Forbes. Brał udział, w Solingu, w igrzyskach w 1976. Jego bliźniak Tom również był żeglarzem i mistrzem olimpijskim z Monachium.